# Élections législatives de 1981 dans la Seine-Saint-Denis
Les élections législatives françaises de 1981 dans la Seine-Saint-Denis se déroulent les 14 et 21 juin 1981.

## Élus
| Circonscription | Député sortant                                | Parti | Parti | Député élu ou réélu | Parti | Parti |
| --------------- | --------------------------------------------- | ----- | ----- | ------------------- | ----- | ----- |
| 1re             | Paulette Fost                                 |       | PCF   | Gilbert Bonnemaison |       | PS    |
| 2e              | Pierre Zarka                                  |       | PCF   | Pierre Zarka        |       | PCF   |
| 3e              | Jack Ralite                                   |       | PCF   | Jack Ralite         |       | PCF   |
| 4e              | Maurice Nilès                                 |       | PCF   | Maurice Nilès       |       | PCF   |
| 5e              | Roger Gouhier                                 |       | PCF   | Véronique Neiertz   |       | PS    |
| 6e              | Jacqueline Chonavel                           |       | PCF   | Claude Bartolone    |       | PS    |
| 7e              | Louis Odru                                    |       | PCF   | Louis Odru          |       | PCF   |
| 8e              | François Asensi suppléant de Robert Ballanger |       | PCF   | François Asensi     |       | PCF   |
| 9e              | Marie-Thérèse Goutmann                        |       | PCF   | Jacques Mahéas      |       | PS    |

## Contexte politique
En 1981, le Parti communiste domine la vie politique départementale : à lui seul, il détient 27 communes sur 40 contre 7 pour le Parti socialiste et 6 pour la droite (4 divers droite et 2 UDF). Il en est de même pour les 40 cantons, détenus très majoritairement par les communistes et les socialistes, avec 34 sièges pour la gauche (28 pour le PCF, 6 pour le PS) contre 6 pour la droite (4 RPR, 1 divers droite et 1 UDF). Ainsi, le conseil général est présidé par Georges Valbon depuis la création du département en 1967.

Nuance politique des communes de la Seine-Saint-Denis en 1981.
Nuance politique des cantons de la Seine-Saint-Denis en 1981.

Enfin, pour ce qui est des neuf circonscriptions législatives, elles sont toutes détenues par des communistes.

## Positionnement des partis
Le Parti socialiste, au nom de la nouvelle majorité présidentielle, et le Parti communiste français, sous l'appellation « majorité d'union de la gauche », se présentent dans les neuf circonscriptions du département. Dans l'ordre, les socialistes investissent Gilbert Bonnemaison, Claude Antore, Bernard Pérochain, Jean-Louis Auzan, Véronique Neiertz, Claude Bartolone, Nadine Rochet, Robert Dray et Jacques Mahéas tandis que les communistes soutiennent les députés sortants Paulette Fost, Pierre Zarka, Jack Ralite, Maurice Nilès, Roger Gouhier, Jacqueline Chonavel, Louis Odru, François Asensi – qui a succédé début 1981 à Robert Ballanger, décédé – et Marie-Thérèse Goutmann. Quant au Mouvement des radicaux de gauche, il est représenté dans les 5e, 6e, 7e, 8e et 9e circonscription.
Il en est de même à droite avec l'Union pour la nouvelle majorité (UNM), alliance électorale réunissant les partis membres de la majorité sortante, qui soutient des candidats dans l'ensemble des circonscriptions : François Terranova (RPR, 1re), Gérard G. Banse (RPR, 2e), Louis Mignot (UDF-PR, 3e), Jean-Michel Legrand (UDF-PR, 4e), Jacques Oudot (RPR, 6e), François Goetz (UDF-MDS, 7e) et Alain Robert (CNIP, 8e). Dans les 5e et 9e circonscription, l'UNM est divisée et investit deux candidats : Robert Calméjane (RPR) et Pierre Villemin (UDF) à Bondy - Noisy-le-Sec - Romainville, Éric Raoult	(RPR) et Raymond Mège (UDF-AD) au Raincy - Gagny. On compte par ailleurs un candidat RPR dissident, Jacques Moret, dans la circonscription de Montreuil - Rosny-sous-Bois (7e) et un divers droite, Hugues Desmidt, dans la 9e.
Les écologistes sont quant à eux représentés dans six circonscriptions sur neuf, dont quatre sous la bannière « Aujourd'hui l'écologie » (écologistes proches de l'ex-candidat à la présidentielle Brice Lalonde), le Parti socialiste unifié dans l'ensemble des circonscriptions, sauf à Drancy - Bobigny (4e), sous l'étiquette « Alternative 81 » et l'extrême gauche présente 14 candidats (8 LO, 3 CCA, 2 LCR et 1 PCR), notamment Alain Krivine (porte-parole de la Ligue communiste révolutionnaire) dans la 2e et Arlette Laguiller (porte-parole de Lutte ouvrière) dans la 6e. Enfin, les gaullistes de progrès de l'Union des démocrates et patriotes de progrès soutiennent Lucienne Cousin (Bagnolet - Les Lilas, 6e), Edward Laupa (Aulnay - Le Blanc-Mesnil, 8e) et Thomas Delblond (Le Raincy - Gagny, 9e), les centristes du « Centre des démocrates de progrès pour une alternative nouvelle », Gérard Hansmetzger (8e) et Jean Laval (9e) et l'extrême droite compte deux candidats (1 FN et 1 PFN) dans la circonscription du Raincy.

## Résultats

### Analyse

#### Premier tour
La gauche confirme sa domination dès le premier tour. Jack Ralite (Aubervilliers - Stains, 3e) et Maurice Nilès (Drancy - Bobigny, 4e) sont ainsi reconduits. Cependant, on assiste à un rééquilibrage entre le Parti communiste français et le Parti socialiste : alors qu'en 1978, le PCF était en tête dans l'ensemble des circonscriptions, il l'est seulement dans cinq d'entre elles en 1981 contre quatre pour le PS. Au sein de la gauche, seul le PS progresse (nettement) en voix, passant de 19,4 à 30,6 %. Le PCF passe quant à lui de 38 à 36,3 % et le Mouvement des radicaux de gauche est en léger repli, perdant 0,1 point. Les candidats arrivés en tête à gauche bénéficient du retrait des communistes ou des socialistes qui ont terminé en deuxième position et où ces derniers pouvaient maintenir leur candidature. 
À droite, alors unie dans la plupart des circonscriptions dans l'Union pour la nouvelle majorité, on assiste a contrario à un recul important. Le Rassemblement pour la République et l'Union pour la démocratie française perdent du terrain par rapport aux législatives précédentes et passent respectivement de 17,8 à 17,4 % pour le RPR et de 15,7 à 9,2 % pour l'UDF. Dans les circonscriptions où elle peut se maintenir, la droite se trouve dans une position très délicate, avec un retard important sur l'adversaire de second tour.

#### Second tour
Comme prévu, le second tour confirme les tendances observées. La gauche réalise à nouveau le grand chelem et les trois députés communistes sortants, Pierre Zarka (Saint-Denis, 2e), Louis Odru (Montreuil - Rosny, 7e) et François Asensi (Aulnay - Le Blanc-Mesnil, 8e) sont largement réélus. Les cinq autres sièges sont reportés par les socialistes Gilbert Bonnemaison (Saint-Ouen - Épinay, 1re), Véronique Neiertz (Bondy - Noisy-le-Sec, 5e), Claude Bartolone (Bagnolet - Les Lilas, 6e) et Jacques Mahéas (Le Raincy - Gagny, 9e).
Les candidats de l'Union pour la nouvelle majorité qui pouvaient se maintenir sont quant à eux sévèrement battus : ils recueillent entre 30,4 (François Terranova dans la 1re) et 37,24 % (François Goetz dans la 7e) des suffrages. Seul le RPR Éric Raoult dans la 9e circonscription dépasse légèrement les 40 % (40,37).

### Résultats à l'échelle du département
| Parti          | Parti                                       | Premier tour | Premier tour | Second tour | Second tour | Sièges |
| Parti          | Parti                                       | Voix         | %            | Voix        | %           | Sièges |
| -------------- | ------------------------------------------- | ------------ | ------------ | ----------- | ----------- | ------ |
|                | Parti communiste français                   | 174 315      | 36,33        | 95 760      | 25,41       | 5      |
|                | Parti socialiste                            | 146 591      | 30,55        | 150 780     | 40,02       | 4      |
|                | Mouvement des radicaux de gauche            | 2 494        | 0,52         |             |             | 0      |
|                | Fédération des républicains de progrès      | 860          | 0,18         | 0           |             |        |
|                | Majorité présidentielle                     | 324 260      | 67,61        | 246 540     | 65,43       | 9      |
|                |                                             |              |              |             |             |        |
|                | Rassemblement pour la République            | 63 430       | 13,22        | 86 797      | 23,04       | 0      |
|                | Union pour la démocratie française          | 44 240       | 9,22         | 17 627      | 4,68        | 0      |
|                | Centre national des indépendants et paysans | 19 912       | 4,15         | 25 831      | 6,85        | 0      |
|                | Divers droite                               | 3 921        | 0,82         |             |             | 0      |
|                | Union pour la nouvelle majorité             | 131 503      | 27,40        | 130 255     | 34,57       | 0      |
|                |                                             |              |              |             |             |        |
|                | Divers écologiste                           | 8 325        | 1,73         |             |             | 0      |
|                | Parti socialiste unifié                     | 7 275        | 1,51         | 0           |             |        |
|                | Extrême gauche (dont CCA et PCR)            | 7 229        | 1,51         | 0           |             |        |
|                | Extrême droite                              | 1 290        | 0,27         | 0           |             |        |
|                |                                             |              |              |             |             |        |
| Inscrits       | Inscrits                                    | 746 516      | 100,00       | 601 955     | 100,00      | 9      |
| Abstentions    | Abstentions                                 | 258 290      | 34,6         | 206 640     | 34,33       |        |
| Votants        | Votants                                     | 488 226      | 65,4         | 395 315     | 65,67       |        |
| Blancs et nuls | Blancs et nuls                              | 8 344        | 1,71         | 18 520      | 4,68        |        |
| Exprimés       | Exprimés                                    | 479 882      | 98,29        | 376 795     | 95,32       |        |

### Résultats par circonscription

#### Première circonscription (Saint-Ouen)
La circonscription de Saint-Ouen - Épinay comprenait cinq communes : Épinay-sur-Seine, L'Île-Saint-Denis, Pierrefitte, Saint-Ouen et Villetaneuse. Par ordre alphabétique, les principaux candidats en lice dans cette circonscription sont :
- Gilbert Bonnemaison, conseiller général et maire d'Épinay-sur-Seine, pour le PS ;
- Paulette Fost, députée sortante et maire de Saint-Ouen, pour le PCF ;
- François Terranova, investi par le RPR et l'UNM.

| Candidat       | Candidat                | Parti                | Premier tour | Premier tour | Second tour | Second tour |  |
| Candidat       | Candidat                | Parti                | Voix         | %            | Voix        | %           |  |
| -------------- | ----------------------- | -------------------- | ------------ | ------------ | ----------- | ----------- |  |
|                | Gilbert Bonnemaison élu | PS                   | 16 271       | 36,12        | 30 273      | 69,60       |  |
|                | Paulette Fost sortante  | PCF                  | 15 202       | 33,75        | Retrait     | Retrait     |  |
|                | François Terranova      | RPR (UNM)            | 10 967       | 24,35        | 13 220      | 30,40       |  |
|                | Yvonne Alexandre        | MÉP                  | 1 259        | 2,79         |             |             |  |
|                | Maurice Lombard         | PSU                  | 675          | 1,50         |             |             |  |
|                | Gilbert Fontanet        | LO                   | 489          | 1,08         |             |             |  |
|                | Jean-Luc Fiévet         | Extrême gauche (PCR) | 178          | 0,39         |             |             |  |
|                |                         |                      |              |              |             |             |  |
| Inscrits       | Inscrits                | Inscrits             | 71 191       | 100,00       | 71 178      | 100,00      |  |
| Abstentions    | Abstentions             | Abstentions          | 25 326       | 35,57        | 25 698      | 36,1        |  |
| Votants        | Votants                 | Votants              | 45 865       | 64,43        | 45 480      | 63,9        |  |
| Blancs et nuls | Blancs et nuls          | Blancs et nuls       | 824          | 1,8          | 1 987       | 4,37        |  |
| Exprimés       | Exprimés                | Exprimés             | 45 041       | 98,2         | 43 493      | 95,63       |  |

#### Deuxième circonscription (Saint-Denis)
La circonscription de Saint-Denis comprenait une seule commune : Saint-Denis. Par ordre alphabétique, les principaux candidats en lice dans cette circonscription sont :
- Claude Antore, conseiller municipal de Saint-Denis, pour le PS ;
- Gérard G. Banse, membre du bureau politique du RPR 93, investi par l'UNM ;
- Alain Krivine, porte-parole de la LCR ;
- Pierre Zarka, député sortant, pour le PCF.

| Candidat       | Candidat                   | Parti          | Premier tour | Premier tour | Second tour | Second tour |  |
| Candidat       | Candidat                   | Parti          | Voix         | %            | Voix        | %           |  |
| -------------- | -------------------------- | -------------- | ------------ | ------------ | ----------- | ----------- |  |
|                | Pierre Zarka sortant réélu | PCF            | 13 305       | 48,72        | 18 138      | 100,00      |  |
|                | Claude Antore              | PS             | 7 470        | 27,35        | Retrait     | Retrait     |  |
|                | Gérard G. Banse            | RPR (UNM)      | 5 438        | 19,91        |             |             |  |
|                | Sylvie Delsart             | PSU            | 739          | 2,70         |             |             |  |
|                | Alain Krivine              | LCR            | 358          | 1,31         |             |             |  |
|                | B. Le Corre                | CCA            | 1            | 0            |             |             |  |
|                |                            |                |              |              |             |             |  |
| Inscrits       | Inscrits                   | Inscrits       | 43 551       | 100,00       | 43 544      | 100,00      |  |
| Abstentions    | Abstentions                | Abstentions    | 15 837       | 36,36        | 21 243      | 48,79       |  |
| Votants        | Votants                    | Votants        | 27 714       | 63,64        | 22 301      | 51,21       |  |
| Blancs et nuls | Blancs et nuls             | Blancs et nuls | 403          | 1,45         | 4 163       | 18,67       |  |
| Exprimés       | Exprimés                   | Exprimés       | 27 311       | 98,55        | 18 138      | 81,33       |  |

#### Troisième circonscription (Aubervilliers)
La circonscription d'Aubervilliers - Stains comprenait trois communes : Aubervilliers, La Courneuve et Stains. Par ordre alphabétique, les principaux candidats en lice dans cette circonscription sont :
- Louis Mignot, investi par l'UDF-PR et l'UNM ;
- Bernard Pérochain, militant syndical, pour le PS ;
- Jack Ralite, député sortant et adjoint au maire d'Aubervilliers, pour le PCF ;
- Jacques Salvator, médecin, pour le PSU.

|                | Jack Ralite sortant réélu | PCF            | 24 023 | 53,94  |  |  |  |
|                | Bernard Pérochain         | PS             | 10 357 | 23,25  |  |  |  |
|                | Louis Mignot              | UDF (PR)       | 8 348  | 18,74  |  |  |  |
|                | Jacques Salvator          | PSU            | 1 202  | 2,70   |  |  |  |
|                | Louis Lancteau            | LO             | 605    | 1,36   |  |  |  |
|                |                           |                |        |        |  |  |  |
| Inscrits       | Inscrits                  | Inscrits       | 70 694 | 100,00 |  |  |  |
| Abstentions    | Abstentions               | Abstentions    | 25 432 | 35,97  |  |  |  |
| Votants        | Votants                   | Votants        | 45 262 | 64,03  |  |  |  |
| Blancs et nuls | Blancs et nuls            | Blancs et nuls | 727    | 1,61   |  |  |  |
| Exprimés       | Exprimés                  | Exprimés       | 44 535 | 98,39  |  |  |  |

#### Quatrième circonscription (Bobigny)
La circonscription de Drancy - Bobigny comprenait quatre communes : Bobigny, Le Bourget, Drancy et Dugny. Par ordre alphabétique, les principaux candidats en lice dans cette circonscription sont :
- Jean-Louis Auzan, conseiller municipal de Bobigny, pour le PS ;
- Jean-Michel Legrand, investi par l'UDF-PR et l'UNM ;
- Maurice Nilès, député sortant et maire de Drancy, pour le PCF.

|                | Maurice Nilès sortant réélu | PCF            | 26 255 | 55,12  |  |  |  |
|                | Jean-Louis Auzan            | PS             | 11 070 | 23,24  |  |  |  |
|                | Jean-Michel Legrand         | UDF (PR)       | 9 301  | 19,53  |  |  |  |
|                | Alain Roulaud               | LO             | 613    | 1,29   |  |  |  |
|                | Marie-Hélène Morice         | LCR            | 388    | 0,81   |  |  |  |
|                |                             |                |        |        |  |  |  |
| Inscrits       | Inscrits                    | Inscrits       | 73 805 | 100,00 |  |  |  |
| Abstentions    | Abstentions                 | Abstentions    | 25 471 | 34,51  |  |  |  |
| Votants        | Votants                     | Votants        | 48 334 | 65,49  |  |  |  |
| Blancs et nuls | Blancs et nuls              | Blancs et nuls | 707    | 1,46   |  |  |  |
| Exprimés       | Exprimés                    | Exprimés       | 47 627 | 98,54  |  |  |  |

#### Cinquième circonscription (Bondy)
La circonscription de Bondy - Noisy-le-Sec - Romainville comprenait cinq communes : Bondy, Noisy-le-Sec, Les Pavillons-sous-Bois, Romainville et Villemomble. Par ordre alphabétique, les principaux candidats en lice dans cette circonscription sont :
- Robert Calméjane, conseiller général et ancien maire de Villemomble, investi par le RPR et l'UNM ;
- Roger Gouhier, député sortant et maire de Noisy-le-Sec, pour le PCF ;
- Véronique Neiertz, secrétaire nationale du Parti socialiste, pour le PS et le MRG ;
- Pierre Villemin, président de l'OPHLM de Villemomble, investi par l'UDF et l'UNM.

| Candidat       | Candidat               | Parti          | Premier tour | Premier tour | Second tour | Second tour |  |
| Candidat       | Candidat               | Parti          | Voix         | %            | Voix        | %           |  |
| -------------- | ---------------------- | -------------- | ------------ | ------------ | ----------- | ----------- |  |
|                | Véronique Neiertz élue | PS             | 19 797       | 31,87        | 39 311      | 63,52       |  |
|                | Roger Gouhier sortant  | PCF            | 18 064       | 29,08        | Retrait     | Retrait     |  |
|                | Robert Calméjane       | RPR (UNM)      | 14 226       | 22,90        | 22 574      | 36,48       |  |
|                | Pierre Villemin        | UDF (UNM)      | 6 344        | 10,21        |             |             |  |
|                | René Ruffin            | MÉP            | 1 709        | 2,75         |             |             |  |
|                | Catherine Schweng      | PSU            | 960          | 1,54         |             |             |  |
|                | Jean-Louis Gaillard    | LO             | 657          | 1,06         |             |             |  |
|                | J.-M. Boukobza         | CCA            | 192          | 0,31         |             |             |  |
|                | Louis Liscio           | LO             | 160          | 0,26         |             |             |  |
|                |                        |                |              |              |             |             |  |
| Inscrits       | Inscrits               | Inscrits       | 95 691       | 100,00       | 95 691      | 100,00      |  |
| Abstentions    | Abstentions            | Abstentions    | 32 340       | 33,8         | 31 410      | 32,82       |  |
| Votants        | Votants                | Votants        | 63 351       | 66,2         | 64 281      | 67,18       |  |
| Blancs et nuls | Blancs et nuls         | Blancs et nuls | 1 242        | 1,96         | 2 396       | 3,73        |  |
| Exprimés       | Exprimés               | Exprimés       | 62 109       | 98,04        | 61 885      | 96,27       |  |

#### Sixième circonscription (Bagnolet)
La circonscription de Bagnolet - Les Lilas comprenait quatre communes : Bagnolet, Les Lilas, Pantin et Le Pré-Saint-Gervais. Par ordre alphabétique, les principaux candidats en lice dans cette circonscription sont :
- Claude Bartolone, conseiller général des Lilas et adjoint au maire du Pré-Saint-Gervais, pour le PS ;
- Jacqueline Chonavel, députée sortante et maire de Bagnolet, pour le PCF ;
- Arlette Laguiller, porte-parole de Lutte ouvrière ;
- Jacques Oudot, conseiller municipal des Lilas, investi par le RPR et l'UNM.

| Candidat         | Candidat                     | Parti          | Premier tour | Premier tour | Second tour | Second tour |  |
| Candidat         | Candidat                     | Parti          | Voix         | %            | Voix        | %           |  |
| ---------------- | ---------------------------- | -------------- | ------------ | ------------ | ----------- | ----------- |  |
|                  | Claude Bartolone élu         | PS             | 13 502       | 32,99        | 26 384      | 65,51       |  |
|                  | Jacqueline Chonavel sortante | PCF            | 12 550       | 30,66        | Retrait     | Retrait     |  |
|                  | Jacques Oudot                | RPR (UNM)      | 11 193       | 27,35        | 13 891      | 34,49       |  |
|                  | Arlette Laguiller            | LO             | 1 538        | 3,76         |             |             |  |
|                  | Chantal Carrière             | MÉP            | 1 010        | 2,47         |             |             |  |
|                  | Jean-Michel Sikora           | PSU            | 513          | 1,25         |             |             |  |
|                  | Jacques Schmit               | MRG            | 405          | 0,99         |             |             |  |
|                  | Lucienne Cousin              | FRP            | 219          | 0,53         |             |             |  |
|                  |                              |                |              |              |             |             |  |
| Inscrits         | Inscrits                     | Inscrits       | 64 745       | 100,00       | 64 742      | 100,00      |  |
| Abstentions      | Abstentions                  | Abstentions    | 23 274       | 35,95        | 23 316      | 36,01       |  |
| Votants          | Votants                      | Votants        | 41 471       | 64,05        | 41 426      | 63,99       |  |
| Blancs et nuls   | Blancs et nuls               | Blancs et nuls | 541          | 1,3          | 1 151       | 2,78        |  |
| Exprimés         | Exprimés                     | Exprimés       | 40 930       | 98,7         | 40 275      | 97,22       |  |
| Source : CEVIPOF |                              |                |              |              |             |             |  |

#### Septième circonscription (Montreuil)
La circonscription de Montreuil - Rosny-sous-Bois comprenait deux communes : Montreuil et Rosny-sous-Bois. Par ordre alphabétique, les principaux candidats en lice dans cette circonscription sont :
- François Goetz, directeur adjoint des services départementaux du Trésor, investi par l'UDF-MDS et l'UNM ;
- Louis Odru, député sortant et conseiller municipal de Montreuil, pour le PCF ;
- Nadine Rochet, adjointe au maire de Montreuil et présidente du groupe socialiste au conseil municipal, pour le PS.

| Candidat       | Candidat                 | Parti                | Premier tour | Premier tour | Second tour | Second tour |  |
| Candidat       | Candidat                 | Parti                | Voix         | %            | Voix        | %           |  |
| -------------- | ------------------------ | -------------------- | ------------ | ------------ | ----------- | ----------- |  |
|                | Louis Odru sortant réélu | PCF                  | 19 055       | 38,85        | 29 712      | 62,76       |  |
|                | Nadine Rochet            | PS                   | 13 214       | 26,94        | Retrait     | Retrait     |  |
|                | François Goetz           | UDF (MDS)            | 11 792       | 24,04        | 17 627      | 37,24       |  |
|                | Jacques Moret            | diss. RPR            | 1 925        | 3,92         |             |             |  |
|                | Roger Parmentier         | PSU                  | 1 030        | 2,10         |             |             |  |
|                | René Maillet             | MRG                  | 774          | 1,58         |             |             |  |
|                | Roger Gachon             | Divers écologiste    | 749          | 1,53         |             |             |  |
|                | Armonia Bordes           | LO                   | 446          | 0,91         |             |             |  |
|                | M. Maba                  | Extrême gauche (CCA) | 64           | 0,13         |             |             |  |
|                |                          |                      |              |              |             |             |  |
| Inscrits       | Inscrits                 | Inscrits             | 76 431       | 100,00       | 76 421      | 100,00      |  |
| Abstentions    | Abstentions              | Abstentions          | 26 535       | 34,72        | 26 758      | 35,01       |  |
| Votants        | Votants                  | Votants              | 49 896       | 65,28        | 49 663      | 64,99       |  |
| Blancs et nuls | Blancs et nuls           | Blancs et nuls       | 847          | 1,7          | 2 324       | 4,68        |  |
| Exprimés       | Exprimés                 | Exprimés             | 49 049       | 98,3         | 47 339      | 95,32       |  |

#### Huitième circonscription (Aulnay-sous-Bois)
La circonscription d'Aulnay-sous-Bois - Le Blanc-Mesnil comprenait cinq communes : Aulnay-sous-Bois, Le Blanc-Mesnil, Sevran, Tremblay-lès-Gonesse et Villepinte. Par ordre alphabétique, les principaux candidats en lice dans cette circonscription sont :
- François Asensi, député sortant et premier secrétaire de la fédération de Seine-Saint-Denis du Parti communiste, pour le PCF ;
- Robert Dray, docteur en médecine, pour le PS ;
- Alain Robert, publiciste, investi par le CNIP et l'UNM.

| Candidat       | Candidat                      | Parti          | Premier tour | Premier tour | Second tour | Second tour |  |
| Candidat       | Candidat                      | Parti          | Voix         | %            | Voix        | %           |  |
| -------------- | ----------------------------- | -------------- | ------------ | ------------ | ----------- | ----------- |  |
|                | François Asensi sortant réélu | PCF            | 25 986       | 34,48        | 47 910      | 64,97       |  |
|                | Robert Dray                   | PS             | 23 629       | 31,35        | Retrait     | Retrait     |  |
|                | Alain Robert                  | CNIP (UNM)     | 19 912       | 26,42        | 25 831      | 35,03       |  |
|                | Annick Gemarez                | MÉP            | 1 675        | 2,22         |             |             |  |
|                | Thérèse Dion                  | PSU            | 1 068        | 1,42         |             |             |  |
|                | Gérard Hansmetzger            | Divers droite  | 1 035        | 1,37         |             |             |  |
|                | René Magne                    | MRG            | 887          | 1,18         |             |             |  |
|                | Yves Guillemot                | LO             | 816          | 1,08         |             |             |  |
|                | Edward Laupa                  | Divers (GO)    | 349          | 0,46         |             |             |  |
|                |                               |                |              |              |             |             |  |
| Inscrits       | Inscrits                      | Inscrits       | 118 874      | 100,00       | 118 863     | 100,00      |  |
| Abstentions    | Abstentions                   | Abstentions    | 41 965       | 35,3         | 40 914      | 34,42       |  |
| Votants        | Votants                       | Votants        | 76 909       | 64,7         | 77 949      | 65,58       |  |
| Blancs et nuls | Blancs et nuls                | Blancs et nuls | 1 552        | 2,02         | 4 208       | 5,4         |  |
| Exprimés       | Exprimés                      | Exprimés       | 75 357       | 97,98        | 73 741      | 94,6        |  |

#### Neuvième circonscription (Le Raincy)
La circonscription du Raincy - Gagny comprenait onze communes : Clichy-sous-Bois, Coubron, Gagny, Gournay-sur-Marne, Livry-Gargan, Montfermeil, Neuilly-sur-Marne, Neuilly-Plaisance, Noisy-le-Grand, Le Raincy et Vaujours. Par ordre alphabétique, les principaux candidats en lice dans cette circonscription sont :
- Marie-Thérèse Goutmann, députée sortante, ancienne sénatrice et maire de Noisy-le-Grand, pour le PCF ;
- Jacques Mahéas, conseiller général et maire de Neuilly-sur-Marne, pour le PS ;
- Raymond Mège, conseiller général et maire du Raincy, investi par l'UDF et l'UNM ;
- Éric Raoult, adjoint au maire du Raincy et membre du bureau politique du RPR 93, investi par le RPR et l'UNM.

| Candidat       | Candidat                        | Parti                | Premier tour | Premier tour | Second tour | Second tour |  |
| Candidat       | Candidat                        | Parti                | Voix         | %            | Voix        | %           |  |
| -------------- | ------------------------------- | -------------------- | ------------ | ------------ | ----------- | ----------- |  |
|                | Jacques Mahéas élu              | PS                   | 31 281       | 35,60        | 54 812      | 59,63       |  |
|                | Éric Raoult                     | RPR (UNM)            | 21 606       | 24,59        | 37 112      | 40,37       |  |
|                | Marie-Thérèse Goutmann sortante | PCF                  | 19 875       | 22,62        | Retrait     | Retrait     |  |
|                | Raymond Mège                    | UDF (AD) (UNM)       | 8 455        | 9,56         |             |             |  |
|                | Marie-Jeanne Lorente            | MÉP                  | 1 512        | 1,72         |             |             |  |
|                | Claude Briard                   | FN                   | 1 206        | 1,37         |             |             |  |
|                | Thierry Martin                  | PSU                  | 1 088        | 1,24         |             |             |  |
|                | Marina Sala                     | LO                   | 724          | 0,82         |             |             |  |
|                | Jean Laval                      | Divers droite        | 633          | 0,72         |             |             |  |
|                | Jacqueline Magne-Becouin        | MRG                  | 428          | 0,49         |             |             |  |
|                | Éliane Dardenne                 | Divers écologiste    | 411          | 0,47         |             |             |  |
|                | Hugues Desmidt                  | Divers droite        | 328          | 0,37         |             |             |  |
|                | Thomas Delblond                 | FRP                  | 292          | 0,33         |             |             |  |
|                | Patrick Chaponnais              | Extrême droite (PFN) | 84           | 0,09         |             |             |  |
|                |                                 |                      |              |              |             |             |  |
| Inscrits       | Inscrits                        | Inscrits             | 131 534      | 100,00       | 131 516     | 100,00      |  |
| Abstentions    | Abstentions                     | Abstentions          | 42 110       | 32,01        | 37 301      | 28,36       |  |
| Votants        | Votants                         | Votants              | 89 424       | 67,99        | 94 215      | 71,64       |  |
| Blancs et nuls | Blancs et nuls                  | Blancs et nuls       | 1 501        | 1,68         | 2 291       | 2,43        |  |
| Exprimés       | Exprimés                        | Exprimés             | 87 923       | 98,32        | 91 924      | 97,57       |  |

## Rappel des résultats départementaux des élections de 1978

### Élus en 1978
| Circ.                 | Élu(e) | Élu(e) | Élu(e)                 | Élu(e)     | Élu(e)     | Battu(e) (seconde place) | Battu(e) (seconde place) | Battu(e) (seconde place) | Battu(e) (seconde place) | Battu(e) (seconde place) |
| Circ.                 | Parti  | Parti  | Nom                    | % Exprimés | % Exprimés | Parti                    | Parti                    | Nom                      | % Exprimés               | % Exprimés               |
| Circ.                 | Parti  | Parti  | Nom                    | 1er tour   | 2e tour    | Parti                    | Parti                    | Nom                      | 1er tour                 | 2e tour                  |
| --------------------- | ------ | ------ | ---------------------- | ---------- | ---------- | ------------------------ | ------------------------ | ------------------------ | ------------------------ | ------------------------ |
| 1re                   |        | PCF    | Paulette Fost          | 37,38      | 60,92      |                          | RPR                      | François Terranova       | 19,06                    | 39,08                    |
| 2e                    |        | PCF    | Pierre Zarka           | 47,59      | 100,00     |                          |                          |                          |                          |                          |
| 3e                    |        | PCF    | Jack Ralite *          | 50,89      |            |                          | UDF-PR                   | Louis Mignot             | 16,99                    |                          |
| 4e                    |        | PCF    | Maurice Nilès *        | 50,84      |            |                          | PS                       | Jean-Louis Auzan         | 14,71                    |                          |
| 5e                    |        | PCF    | Roger Gouhier *        | 30,73      | 56,12      |                          | RPR                      | Robert Calméjane         | 22,20                    | 43,88                    |
| 6e                    |        | PCF    | Jacqueline Chonavel *  | 34,69      | 56,34      |                          | RPR                      | Guy Moreau               | 19,28                    | 43,66                    |
| 7e                    |        | PCF    | Louis Odru *           | 38,96      | 57,39      |                          | UDF-CDS                  | François-Jean Durand     | 18,07                    | 42,61                    |
| 8e                    |        | PCF    | Robert Ballanger *     | 39,23      | 58,00      |                          | RPR                      | Jean-Claude Abrioux      | 17,72                    | 42,00                    |
| 9e                    |        | PCF    | Marie-Thérèse Goutmann | 26,29      | 50,06      |                          | RPR                      | Raymond Valenet *        | 23,61                    | 49,94                    |
| *Député(e) sortant(e) |        |        |                        |            |            |                          |                          |                          |                          |                          |